# 셀프힐링 고분자 코팅
차량 외관·부품의 손상 부위를 스스로 치유하는 기술이다.

## 상세
상온에서 별도의 열원, 회복 촉진제 없이도 2시간여 만에 상태를 정상으로 돌려놓을 수 있는 세계 최초의 기술로, 현대자동차와 기아가 개발했다. 코팅된 부품에 손상이 발행하면 분열된 고분자가 화학 반응에 따라 본래의 상태로 돌아가려는 성질을 활용했다. 코팅층의 물리적 성질 저하를 막기 위해 셀프힐링을 돕는 물질을 고분자 코팅 내에 분산시키는 나노 캡슐을 개발하여 셀프힐링에 접목했다. 현재 안전 사양인 차량의 카메라 렌즈와 라이다 센서 표면, 고전압 전식 보호 코팅 등에 해당 기술 활용을 검토 중이며, 향후 차량의 도장면, 외장 그릴 등으로 적용 범위를 넓힐 계획이다.

## 같이 보기
기아
현대자동차
현대자동차그룹